# Phyciodes eucrasia
Phyciodes eucrasia är en fjärilsart som beskrevs av Jose Francisco Zikán 1937. Phyciodes eucrasia ingår i släktet Phyciodes och familjen praktfjärilar. Inga underarter finns listade i Catalogue of Life.